# Feliks Hołowacz

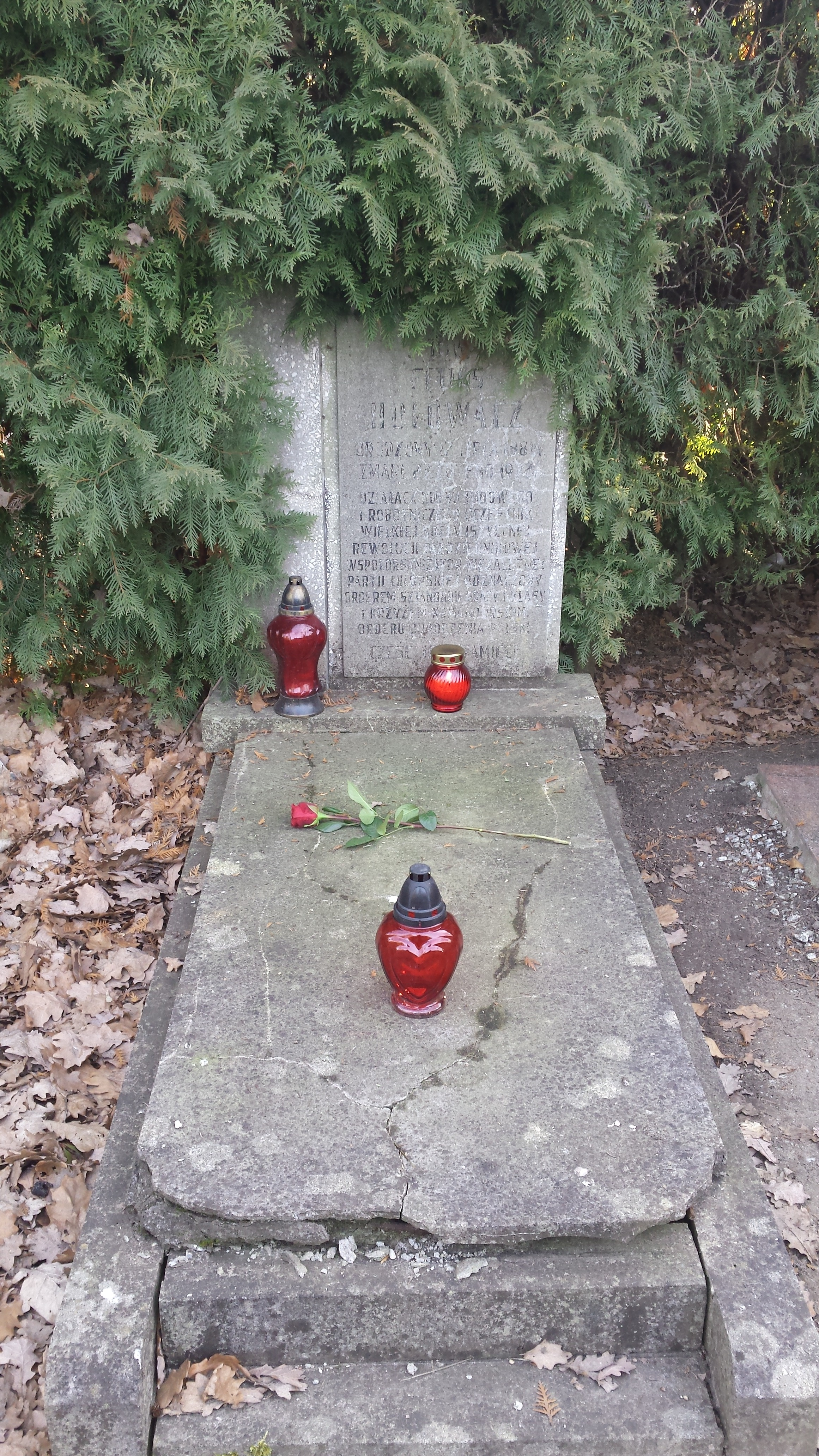
Grób Feliksa Hołowacza na Cmentarzu Osobowickim we Wrocławiu

Feliks Hołowacz (ur. 4 lipca 1886 w Zaborzu w powiecie oszmiańskim guberni wileńskiej, zm. 27 lutego 1972 we Wrocławiu) – chłopski działacz polityczny, uczestnik rewolucji bolszewickiej.

## Życiorys
Ukończył czteroklasową rosyjską szkołę ludową, kurs gorzelniczy, dwuletnią szkołę techniczną (specjalność technik budowlany), wreszcie Wydział Rolniczy na Uniwersytecie Moskiewskim. Działacz Socjalistów-Rewolucjonistów (eserowców), następnie Socjaldemokratycznej Partii Robotniczej Rosji i Białoruskiej Socjalistycznej Hromady. Uczestnik rewolucji 1905 roku w Tule. W 1907 był więziony przez 2 miesiące w Wilnie za kolportaż nielegalnej literatury. W 1917 brał udział w rewolucji lutowej w Moskwie, następnie był działaczem Rady Delegatów Robotniczych i Żołnierskich w Piotrogrodzie. Znał osobiście wiele czołowych postaci rewolucji bolszewickiej, w tym Feliksa Dzierżyńskiego, którego odwiedził w Moskwie w 1923, już jako poseł na Sejm.
Po powrocie do Polski początkowo działał w PSL „Wyzwolenie”, a następnie związał się z lewicową opozycją (Niezależna Partia Chłopska) i w październiku 1923 uczestniczył w Moskwie w konferencji powołującej do życia Międzynarodówkę Chłopską (Krestintern). Poseł na Sejm I kadencji w latach 1922–1927. Aresztowany 17 stycznia 1927 w Wołożynie, na mocy decyzji Sejmu z 4 lutego 1927 wydany sądom „za udział w spisku na ustrój i całość Rzeczypospolitej”. Więziony przez 18 miesięcy w Wilnie, we Wronkach i na Pawiaku, zwolniony bez wyroku sądowego.
Do wybuchu II wojny światowej wójt gminy Mir (powiat nieświeski). Po agresji ZSRR na Polskę w 1939 aresztowany przez NKWD i wywieziony w głąb ZSRR. W 1942 nie został przyjęty do Armii Polskiej w ZSRR pod dowództwem gen. Władysława Andersa. Pracował jako dozorca w Domu Dziecka w Dżambule (Kazachstan), od 1943 był członkiem Związku Patriotów Polskich. W 1946 wrócił w nowe granice Polski. Odznaczony m.in. Orderem Sztandaru Pracy I klasy i Krzyżem Komandorskim Orderu Odrodzenia Polski.
Po wojnie był m.in. wójtem w Okmianach k. Złotoryi. Uruchomił kilkanaście gorzelni na Dolnym Śląsku i organizował na tym terenie administrację państwową. Od 1950 członek Zjednoczonego Stronnictwa Ludowego.
Ostatnie lata życia spędził we Wrocławiu, gdzie wraz z żoną zajmował skromne mieszkanie w bloku na osiedlu Szczepin.
Jego żoną była Weronika z d. Wawrzyniak (1902–1985). Ich jedyna córka zmarła w dzieciństwie.
Pochowany na Cmentarzu Osobowickim wśród innych działaczy ruchu robotniczego i chłopskiego.